# Sternycha panamensis
Sternycha panamensis là một loài bọ cánh cứng trong họ Cerambycidae.